# EB 114O
Die zweiachsigen offenen Güterwagen nach Musterblatt 114O in Holzbauweise wurden von den Belgischen Staatsbahnen (Chemins de fer de l’État belge, abgekürzt EB, auch L’État belge) 1903 konstruiert und überwiegend für den Transport von Kohle verwendet.

## Geschichte
Zwischen 1903 und 1910 entstanden bei mehreren Wagenbauanstalten insgesamt 5285 zweiachsige Kohlenwagen in Holzbauweise mit 20 t Ladegewicht.
Wie lange die Wagen im Einsatz waren ist unsicher. Sie wurden auf jeden Fall vor 1956 ausgemustert.
Die Wagen waren bronzebraun gestrichen und hatten eine weiße Beschriftung.